# Wanda Jackson
Wanda Jackson, född 20 oktober 1937 i Maud, Oklahoma, är en amerikansk sångerska.
Wanda Lavonne Jackson blev redan i unga år indragen i musiken då hennes far var countrysångare. Han lärde henne spela både gitarr och piano och tog henne med på uppträdanden med dåtidens storheter inom countrymusiken.
Hon började uppträda och vann lokala tävlingar. 1955 var det dags att börja turnera. I och med detta stötte hon ihop med Elvis Presley och på hans inrådan började hon även sjunga rockabilly. "Fujiyama Mama" från 1958, och "Let's Have a Party" från 1960 är två av hennes mest kända rockabilly-låtar.
När hon blev religiös bad hon om att bli befriad från sitt skivkontrakt med Capitol Records och skrev istället kontrakt med det religiösa skivbolaget Word and Myrrh, för vilka hon under 1970-talet släppte en del gospelskivor. Kris Kristoffersons "Why Me, Lord" har ända sedan dess funnits med och varit hennes kristna bekännelse under konserterna. Vid sin skandinaviska turné 1975, även för radio och TV, åtföljdes Wanda Jackson av artisten Alf Robertson, kompbandet Countrymasarna (med bland annat vokalisten Hans-Åke Olofsson och Håkan Brattlöf på trummor), turnéfotograf Sören Skarback samt av sin make Wendell Goodman, som i decennier övervakade ljud- och ljusteknik vid konserter och inspelningar.
Bland andra populära inspelningar märks Woody Guthries This Land is Your Land samt The Keeper of the Key och i januari 2006 utkom albumet "I Remember Elvis".
2009 invaldes Jackson i Rock and Roll Hall of Fame.